# Kanton Malmedy
Het kanton Malmedy is een kanton in de Belgische provincie Luik, in het arrondissement Verviers. Het bestaat uit de gemeenten Malmedy en Weismes. 
Omdat het een deel is van het gebied dat na de Eerste Wereldoorlog van Duitsland naar België is gegaan, is het een van de drie zgn. Oostkantons, maar omdat het behoort tot het Franse taalgebied, ligt het niet in het gebied van de Duitstalige Gemeenschap.
Oorspronkelijk behoorden ook de gemeenten Bütgenbach en Büllingen tot het kanton Malmedy, maar omdat ze Duitstalig zijn, zijn deze in 1977 (w.b. het kieskanton) en 1985 (w.b. het gerechtelijk kanton) overgegaan naar het kanton Sankt Vith. Malmedy en Weismes kennen als Franstalige gemeenten wel officiële faciliteiten voor de Duitstalige minderheid. 
Het kanton Malmedy is nog slechts een kieskanton; op gerechtelijk vlak behoren de gemeenten Malmedy en Weismes sinds 2019 tot het kanton Spa.